# Привредно веће
Привредно веће је било један од пет домова Савезне скупштине СФРЈ од 1963. до 1974. као веће делегата радних људи у радним заједницама. Постојало је и на нивоу социјалистичких република.

## Састав
Привредно веће је имало 120 посланика. Посланичке кандидате су предлагали радни људи у радним заједницама одговарајуће области рада. Право да буде биран за члана Привредног већа имао је сваки радни човек или члан органа управљања радне организације односно радне заједнице у одговарајућој области рада, члан органа управљања удружења радних организација и функционер синдиката у одговарајућој области рада. Посланик је постајао кандидат који је законом одређеном већином изабран у општинској скупштини односно у општинским скупштинама.

## Надлежности
Послове из надлежности Савезне скупштине СФРЈ вршило је Савезно веће (као веће делегата грађана у општинама и републикама) заједно са другим надлежним већем (као већем делегата радних људи у радним заједницама). Савезно веће је равноправно са Привредним већем: претресало питања од интереса за радне заједнице из области привреде, као и друга питања из области привреде и финансија; доносило законе и друге акте у тим областима; доносило друштвене планове СФРЈ.

## Председници већа
| Председници Организационо-политичког већа 1963—1974. | Председници Организационо-политичког већа 1963—1974. | Председници Организационо-политичког већа 1963—1974. | Председници Организационо-политичког већа 1963—1974. | Председници Организационо-политичког већа 1963—1974. | Председници Организационо-политичког већа 1963—1974. | Председници Организационо-политичког већа 1963—1974. | Председници Организационо-политичког већа 1963—1974. |
| назив скупштине                                      | сазив                                                | број                                                 | име и презиме                                        | почетак мандата                                      | крај мандата                                         | напомена                                             | реф                                                  |
| ---------------------------------------------------- | ---------------------------------------------------- | ---------------------------------------------------- | ---------------------------------------------------- | ---------------------------------------------------- | ---------------------------------------------------- | ---------------------------------------------------- | ---------------------------------------------------- |
| Савезна скупштина 1963—1974.                         | 5 сазив 1963—1969.                                   | 1                                                    | Осман Карабеговић (1911—1996)                        | 29. јун 1963.                                        | 17. мај 1965.                                        |                                                      | [ 4 ]                                                |
| Савезна скупштина 1963—1974.                         | 5 сазив 1963—1969.                                   | 1                                                    | Осман Карабеговић (1911—1996)                        | 17. мај 1965.                                        | 16. мај 1967.                                        | [ 5 ]                                                |                                                      |
| Савезна скупштина 1963—1974.                         | 5 сазив 1963—1969.                                   | 2                                                    | Петар Зечевић (1920—)                                | 16. мај 1967.                                        | 15. мај 1969.                                        |                                                      | [ 6 ]                                                |
| Савезна скупштина 1963—1974.                         | 6 сазив 1969—1974.                                   | 3                                                    | Васил Гривчев (1922—1996)                            | 15. мај 1969.                                        | 16. мај 1974.                                        |                                                      | [ 7 ]                                                |